# 正木義断
正木 義断（まさき よしたつ）は、戦国時代後期の武将。安房里見氏の一族。里見義頼の子とされている。

## 生涯
正木頼時の養子となり、正木淡路守家を継ぐ。天正5年（1578年）、里見氏と後北条氏が和睦すると上総国百首城に移った。 
1606年の分限帳では家臣団中2位の高さとなる3355石を一門衆として知行されている。里見家の改易後は、徳川家臣・内藤家長の娘を妻とし内藤家に仕えた。